# Nomen nudum
Sintagma nomen nudum (množina: nomina nuda) je latinski termin, u značenju "golo ime", u taksonomiji (posebno u zoološkoj i botaničkoj nomenklaturi). Ono se obično, ali ne uvijek piše kurzivom, ovisno o stilu publikacije.
Termin se koristi da se skrene pozornost na označavanje koje izgleda kao znanstveno ime organizma, a možda je prvotvno trebalo niti znanstveno ime, ali ne i jedino, jer nije (ili ga još nema) objavljen odgovarajući opis (ili referenca za takav opis) pa je tako ostala "gola" oznaka ili "golo" ime, ono koji se ne može prihvatiti kako sada stvari stoje.
Zato se nomen nudum ne kvalificira kao formalno znanstveno ime, a kasnije autor može objaviti pravi znanstveni naziv koji je isti kao u pravopisu. Ako jedan te isti autor preda ime u tisak, prvo kao nomen nudum, a kasnije objavi ime s opisom koji ispunjava formalne uvjete, do dana objavljivanja ovog drugog, formalno je ispravno ime dano na dan prve objave. 